# Kyphocarpa cornea
Kyphocarpa cornea är en amarantväxtart som beskrevs av Burtt Davy. Kyphocarpa cornea ingår i släktet Kyphocarpa och familjen amarantväxter. Inga underarter finns listade i Catalogue of Life.